# Cornell Lab of Ornithology

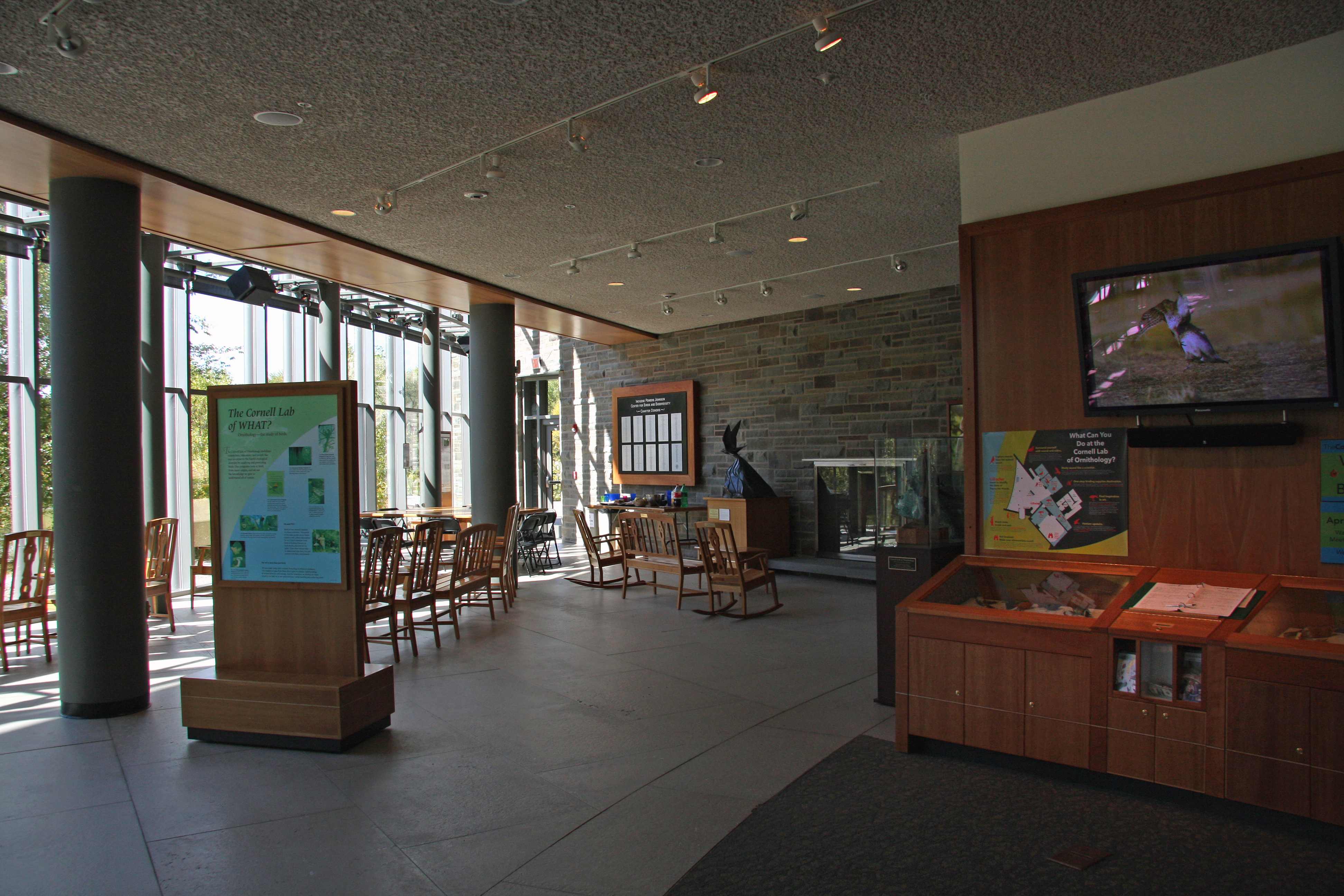
Hall de entrada do centro de visitantes.

O Cornell Lab of Ornithology é uma unidade da Universidade de Cornell em Ithaca, Nova Iorque, que estuda as aves e outros animais selvagens. Está abrigada na Imogene Powers Johnson Center for Birds and Biodiversity em Sapsucker Woods Sanctuary. Aproximadamente 250 cientistas, professores, funcionários e alunos trabalham em uma variedade de programas dedicados à missão do laboratório: interpretação e conservação da diversidade biológica da Terra por meio de pesquisa, educação e ciência do cidadão focada em aves. O trabalho no Laboratório é sustentado principalmente pelos seus 45 mil membros. O Cornell Lab emite duas publicações trimestrais, a revista Living Bird e o boletim BirdScope, e administra vários projetos de ciência cidadã e websites, incluindo o premiado All About Birds.